# Grijs-roze vliegenvanger
De grijs-roze vliegenvanger (Petroica rosea) is een vogel uit de familie van de Australische vliegenvangers (Petroicidae).

## Kenmerken
De grijs-roze vliegenvanger is 11 cm lang. Het mannetje heeft een roze borst en donkergrijze rug. Het vrouwtje is grijsbruin van boven en grijswit van onderen.

## Verspreiding en leefgebied
Deze vogel komt voor in Australië ten oosten en ten zuiden van het Groot Australisch Scheidingsgebergte.

## Status
De grootte van de populatie is niet gekwantificeerd maar de soort wordt omschreven als plaatselijk vrij algemeen. Op de Rode lijst van de IUCN heeft deze soort de status niet bedreigd.

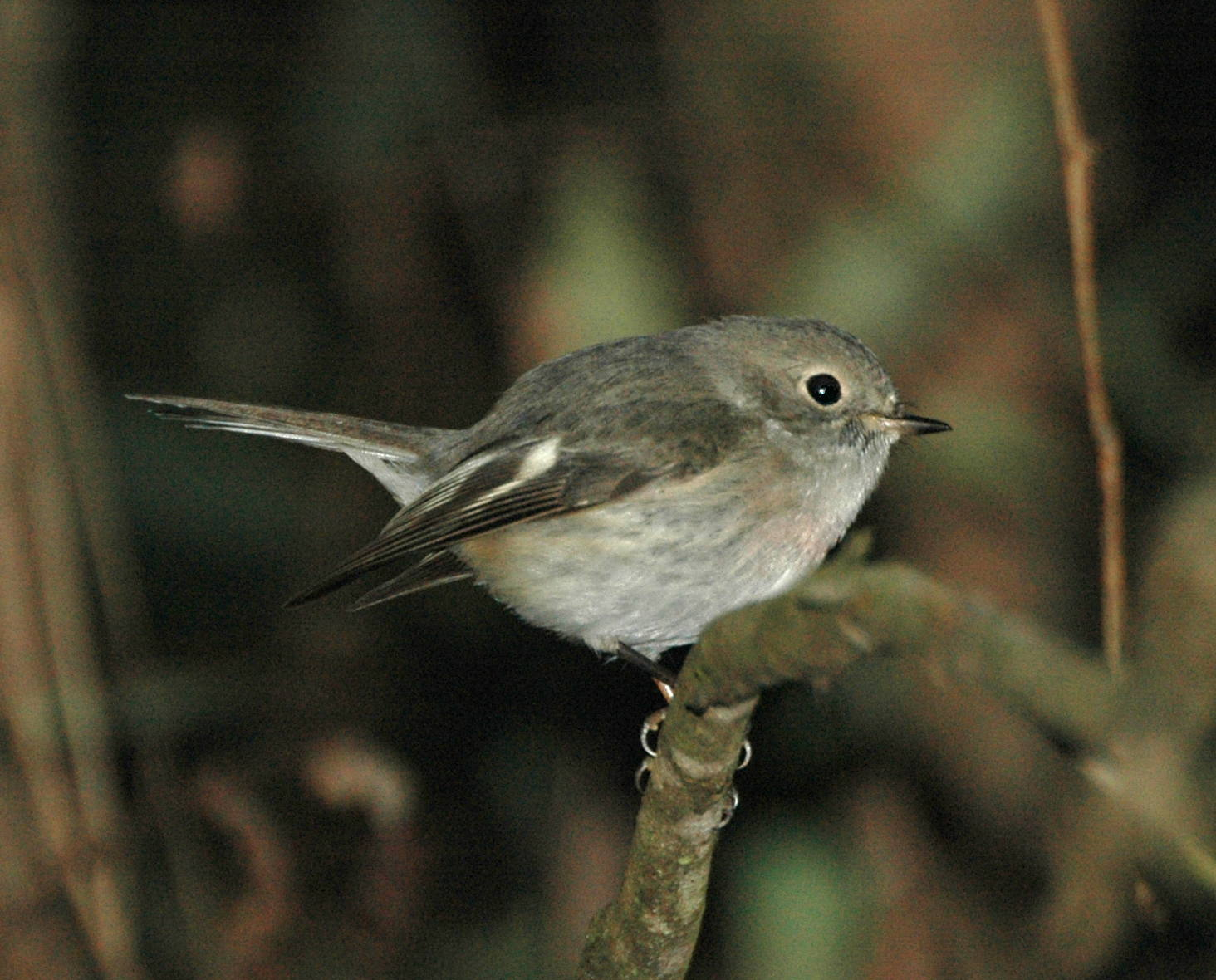
Vrouwtje